# Баворы из Стракониц
Баворы из Стракониц или Паны из Стракониц (чеш. Bavorové ze Strakonic, Páni ze Strakonic, нем. Bavor von Strakonitz) — средневековый чешский дворянский род, основанный в XII веке и пресёкшийся в начале XV века. Баворы из Стракониц играли заметную роль в политике Чешского королевства XIII — начала XIV века, породнившись с династией Пршемысловичей и занимая высокие должности при королевском дворе. В качестве бургграфов управляли королевским замком Звиков. Родовым гнездом Баворов был замок Страконице.

## Родовой герб
В качестве герба паны из Стракониц использовали изображение стрелы, помещённой в поле их щита, впервые встречающееся на надгробиях представителей рода в Радомишле, недалеко от Страконице, с XII века. Этот герб прослеживается на всём протяжении существования рода и используется не только самими Баворами, но и некоторыми их вассалами. Цвет стрелы и поля щита менялся у разных представителей рода и их вассалов и, к сожалению, из дошедших до нас источников сложно определить, какие из использованных геральдических цветов были основными. Старейшее цветное изображение этого герба было обнаружено в составе геральдического цикла на стенах замка Йиндржихув-Градец и датируется 1338 годом. Исходя из датировки, данный герб принадлежал Вилему из Стракониц. Стрела имеет синие наконечник и оперение на чёрном стволе, поле щита окрашено в золото. Нашлемник герба был увенчан орлиными крыльями. После пресечения рода подобные гербы продолжали использовать несколько дворянских семей, так или иначе связанных с Баворами из Стракониц (например, паны из Поржешина, паны из Драгониц, паны из Рожмиталя и др.). Согласно легенде, после смерти последнего из рода Баворов, Брженека из Стракониц, над его могилой были сломаны фамильные меч, печать и разорвано знамя рода Баворов, дабы никто в дальнейшем не смог их использовать.

## История рода
Точное происхождение рода Баворов из Стракониц не известно, однако имеются данные, что в южную Чехию они прибыли из Моравии. Первым представителем рода, достигшим высокого положения, вероятно, был Длугомил (упоминается в документах под 1175, 1177 и, возможно, 1167 годами), служивший чашником у князя Собеслава II. По мнению Альжбеты Бирнбаумовой, этот Длугомил был братом епископа Оломоуцкого Яна Бавора (ум. в 1201 году).
У чашника Длугомила было семеро сыновей, имена четырёх из которых сохранились: Бавор, Длугомил, Троян и Клушна. Последний был основателем блатенской линии рода, из которой известны Вышемир из Блатны (упоминается в 1218—1235 годах) и Иван из Блатны (упоминается в 1235—1237 годах). Первый из упомянутых сыновей Длугомила, Бавор (упоминается в 1187—1193 годах), стал основателем собственно рода Баворов из Стракониц. Вполне возможно, что этот Бавор является одним лицом с оломоуцким коморником Бавором, упоминаемым в документах в 1208—1224 годах. Сохранилась грамота короля Пршемысла Отакара I, датированная 1225 годом, утверждающая дарение Болемилой, женой Бавора, нескольких деревень на юге Чехии ордену иоаннитов (госпитальеров).
Сыном Бавора и Болемилы был Бавор I (ум. в 1260 году), который впервые упомянут с предикатом «из Стракониц» в одной из грамот короля Вацлава I, датированной 1235 годом, что свидетельствует о том, что его резиденцией в то время был Страконицкий замок, а селение Страконице входило в его владения. По мнению А. Бирнбаумовой, вполне возможно, что эти земли получил во владение ещё дед Бавора I чашник Длугомил. В 1243 году Бавор I из Стракониц даровал ордену иоаннитов костёл и дом в своём замке, а также несколько окрестных деревень, кроме того, тогда же ещё одну деревню иоаннитам пожертвовала Доброслава, жена Бавора I, что было подтверждено соответствующей грамотой короля Вацлава I. В другом документе того же года, скреплённом печатью с гербом Баворов, говорится о пожертвовании ордену иоаннитов Богуславой, женой Бавора I, что может свидетельствовать о повторной женитьбе Бавора в 1243 году. Хотя, возможно, эта разница в фонетически близких именах явилась последствием обычной ошибки писца.
К 1238 году Бавор I из Стракониц уже занимал должность королевского чашника, а после смерти короля Вацлава I в 1253 году он упоминается в нескольких документах в качестве бургграфа королевского замка Звиков. С первых же дней правления нового короля Пршемысла Отакара II Бавор из Стракониц становится одним из его самых приближённых лиц, о чём свидетельствует, в частности, упоминание Бавора наряду среди первых в списке свидетелей в первых трёх грамотах нового короля, а также то, что в следующем, 1254 году он занял должность высочайшего коморника Чешского королевства. Летом 1260 года Бавор I принял участие в битве при Кресенбрунне и осенью того же года умер.
Наследником Бавора I стал его сын Бавор II Великий, который также стал одним из ближайших сановников короля Пршемысла Отакара II. Милость короля дошла до того, что он выдал за Бавора II свою внебрачную дочь Анежку, которая была признана римским папой в качестве законной. Как отмечают исследователи, Пршемысл Отакар II всячески содействовал укреплению власти рода Баворов из Стракониц на юге своего королевства, желая противопоставить его растущему могуществу южночешского феодального рода Витковичей. Начиная с 1267 года имя Бавора II регулярно встречается в королевских документах, современные исследователи допускают также его участие в Литовском крестовом походе Пршемысла Отакара II в 1267—1268 годах. С ростом могущества Бавора Великого росла и его активность по укреплению своих владений. После 1270 года Бавор начал расширение и перестройку замка Страконице: в южной части был перестроен старый дворец, на юго-западном его углу была возведена четырёхугольная жилая башня. С западной стороны замка были возведены новые укрепления и 35-метровая башня Румпаль. В 1279 году Бавор II окружил рвом и другими укреплениями перешедшее в его владение местечко Гораждёвице. Высказывалось мнение, что Бавор II (или его отец) основал город Баворов.
В 1277 году Бавор II из Стракониц получил должность высочайшего королевского маршалка, возглавив тем самым управление королевским двором. В августе следующего года Бавор Великий, вероятно, принял участие в битве на Моравском поле и возможно был пленён войсками императора, так как документальные упоминания о нём прекратились до октября 1279 года. Очевидно вскоре после 1279 года Бавор II и умер, оставив троих сыновей и троих дочерей.
После смерти Бавора II управление разросшимися родовыми имениями взял в свои руки его старший сын Бавор III, также называемый Бавор из Баворова. Бавор III, как и его предки, был последовательным сторонником династии Пршемысловичей и в 1289—1307 годах также занимал должность бургграфа королевского замка Звиков. Он также проводил обширные строительные работы в Страконицком замке и продолжил укрепление Гораждёвице, получившего в 1293 году статус города, куда Бавор III решил переселиться. Бавор регулярно бывал при королевском дворе в Праге, где как высокопоставленный вельможа принимал участие в заседаниях земского суда. Ситуация изменилась с пресечением династии Пршемысловичей и приходом к власти Рудольфа Габсбурга в 1306 году. Бавор из Стракониц, как и большая часть чешских магнатов, недовольные избранием Габсбурга на чешский престол, составили оппозицию новому королю. Собрав внушительное войско, Рудольф осадил Бавора III в Гораждёвице, но 3 июля 1307 года неожиданно умер в своём лагере от дизентерии. Несмотря на это, Бавору всё же пришлось передать замок Звиков одному из сторонников Рудольфа, пану Йиндржиху I из Рожмберка. После этих событий род Баворов отошёл от активного участия в политической жизни королевства. Несмотря на политические противоречия с домом Рожмберков, Бавор III женился на дочери Йиндржиха I Маркете из Рожмберка.
Около 1313 года братья разделили отцовские владения: Бавор III (ум. в 1318 году) взял Баворов и Гораждёвице, средний брат Вилем (ум. в 1359 году) получил Страконицкое панство, а младшему брату Микулашу досталась Блатна. В документе 1315 года Бавор III впервые упоминается с предикатом «из Баворова», где он возвёл небольшой замок и провёл в нём остаток жизни. Осенью того же года Бавор получил от короля Яна Люксембургского право возвести невдалеке от Гораждёвице новый каменный замок Прахень. После смерти Бавора III, не оставившего наследника, Гораждёвице унаследовал его брат Вилем из Стракониц, а Баворов получила его вдова Маркета, от которой он перешёл к её брату Петру из Рожмберка.
Поскольку Вилем из Стракониц не оставил после себя наследника, король Карел I передал его панства в лен его племяннику Бавору IV, сыну Микулаша из Блатны. Бавор IV, известный также как Башек, в 1367 году предоставил территорию города Страконице и прилегающих земель его жителям на праве эмфитевзиса, что гораздо лучше обеспечивало из наследственные права владения и пользования землёй. Башек умер вскоре после 1380 года и все владения Баворов унаследовали два малолетних ребёнка, Брженек и Ян, сыновья Бавора IV или его брата Вилема (II). Опекуном несовершеннолетних стал их дядя Зденек Старший из Рожмиталя.
В 1394 году достигший совершеннолетия Брженек (Бржетислав) из Стракониц принял управление родовыми панствами в свои руки. Своей резиденцией он избрал замок в Блатне и начал постепенно распродавать фамильные имения, чтобы расплатиться с накопившимися долгами. Вскоре Брженек вместе с паном Зденеком из Рожмиталя приняли участие в восстании дворян против короля Вацлава IV и в 1399 году королевские войска осадили Гораждёвице, однако дело удалось решить миром. В 1402 году отягощённый долгами Брженек из Страконице продал Страконицкое панство и свою часть Страконицкого замка мелкому дворянину Викержу из Енишовиц, который, в свою очередь, сразу же продал их великому приору ордена иоаннитов в Чехии Йиндржиху из Градца. В 1403 году Блатна перешла во владение панов из Рожмиталя как ближайших родственников Брженека из Стракониц. Согласно А. Бирнбаумовой, распродавший все родовые имения Брженек умер вскоре после 1405 года во Франции, будучи странствующим рыцарем. О его младшем брате Яне известно только, что он ушёл из Страконице в Моравию, упоминания о нём обрываются на 1400 году.
|                  |  |                      |  |                     |  |              |
| Замок Страконице |  | Руины замка Поржешин |  | Руины замка Прахень |  | Замок Блатна |